# Massimo Masini
Massimo Masini (ur. 9 maja 1945 w Montecatini Terme) – włoski koszykarz, występujący na pozycji środkowego, trener koszykarski.
Występując w najwyższej klasie rozgrywkowej (Serie A) zdobył łącznie 4992 punkty.

## Osiągnięcia
Drużynowe
- Mistrz:
  - Pucharu Europy Mistrzów Krajowych (1966)[2]
  - Włoch (1965–1967, 1972)
- Wicemistrz:
  - Włoch (1964, 1969–1971, 1973, 1974)
  - Pucharu Europy Mistrzów Krajowych (1967)[3]
- dwukrotny zdobywca pucharu:
  - Europy Zdobywców Pucharów (1971, 1972)[4][5]
  - Włoch (1972)
- 3. miejsce w pucharze:
  - Europy Mistrzów Krajowych (1968)[6]
  - Interkontynentalnym (1968)[7]
- Finalista Pucharu Włoch (1970)
- 4. miejsce w Pucharze Europy Mistrzów Krajowych (1964, 1973)[8][9]
- Awans do Serie A (1977)

Indywidualne
- Wybrany do:
  - FIBA’s 50 Greatest Players
  - Koszykarskiej Galerii Sław Włoch (2011)
- Lider strzelców finałów Pucharu Europy Zdobywców Pucharów (1971)

Reprezentacja
- Brązowy medalista mistrzostw Europy (1971)[10]
- Mistrz igrzysk śródziemnomorskich (Włochy 1963)
- Wicemistrz igrzysk śródziemnomorskich (Tunezja 1967)
- Uczestnik:
  - mistrzostw:
    - świata (1963 – 7. miejsce, 1970 – 4. miejsce)[10]
    - Europy (1963 – 12. miejsce, 1965 – 4. miejsce, 1967 – 7. miejsce, 1969 – 6. miejsce, 1971)[10]

  - igrzysk olimpijskich (1964 – 5. miejsce, 1968 – 8. miejsce, 1972 – 4. miejsce)[10]

Trenerskie
- Awans do Serie:
  - A (1989)
  - A2 (II liga – 1988)